# Посторонки

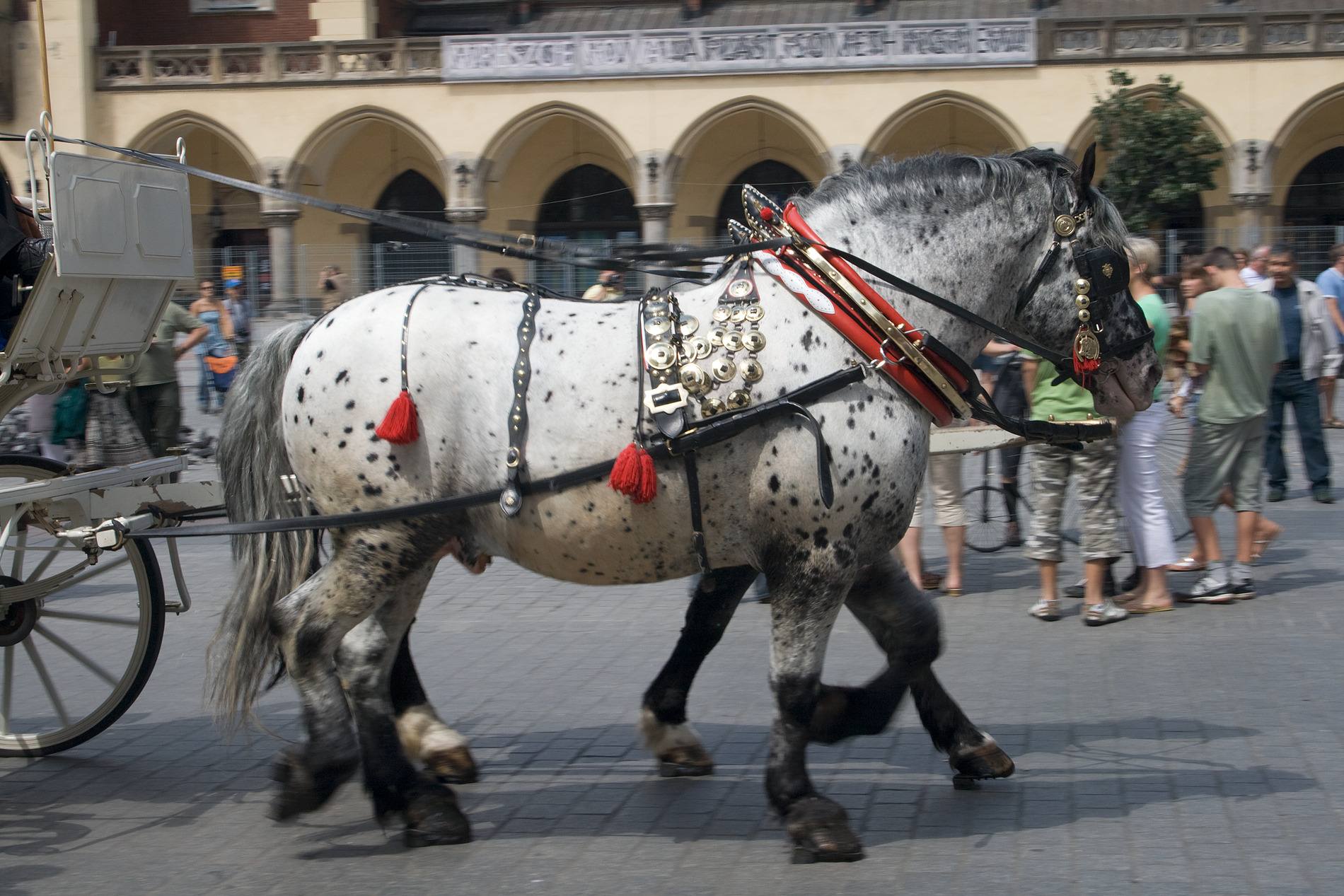
Шкіряні посторонки в дишельно-посторонковому запрягу

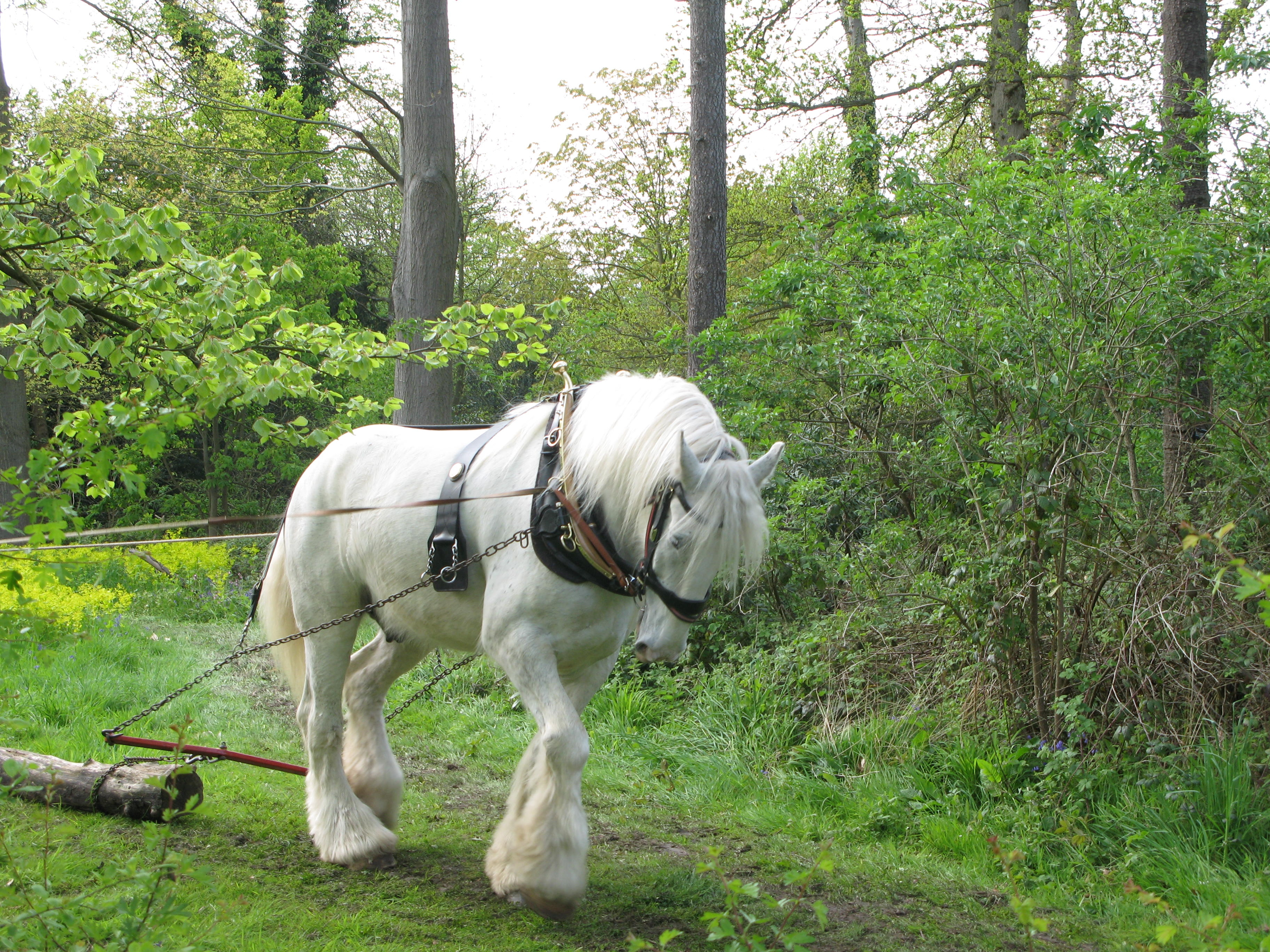
Ланцюгові посторонки з широким ременем, що править за черезсіделок

Посторо́нки (пол. postronek < чеськ. postranek, і далі від сер.-в.-нім. stranc, що зазнало фонетичних змін під впливом слов'янського по стороні; на думку М. Фасмера, слово питомо слов'янське) — пара міцних ременів чи мотузків, що з'єднують в упряжці хомут (шорку) з орчиком. Служать для передачі тягового зусилля від коня до повозки. Використовуються в голобельно-посторонковому («англійському»), дишельно-посторонковому і посторонковому запрягах. У голобельно-дуговому («російському») запрягу замість них застосовуються голоблі.
Посторонки виготовляють з шкіряних ременів близько 5 см завширшки, шкіра береться чепрачна, знята з хребтової частини тварин. Простіші варіанти робляться з мотузок чи ланцюгів. Кінці споряджаються гаками, кільцями чи дротяними петлями. Замість ременів і мотузів можуть використовуватися ланцюги. Існували й дерев'яні посторонки: з дубових жердин 5-6 см у діаметрі. З окоренкового кінця в них робили отвори для ременів чи мотузок, якими вони прив'язувалися до барків, на тонких кінцях були зарубки, через які посторонки зав'язками кріпилися до хомута. Лучкові посторонки відрізнялися тим, що слугували водночас і власне посторонками, і стельвагою: вони мали вигляд сильно вигнутої дуги з молодого дубка, в середині прив'язувалося кільце для кріплення до повозки, а на кінцях робилися зарубки для прив'язування до хомута.
Передніми кінцями посторонки кріпляться до гужових мочок хомута чи до шорки (якщо застосовується безхомутний запряг), задніми — до кінців орчика (барка) стельваги. Посторонки повинні бути досить туго натягнуті, їхнє провисання може привести до того, що коні почнуть наступати на них, наражаючи на небезпеку пасажирів. У німецькій мові навіть існує зворот über die Stränge schlagen («бити посторонки»), тобто «поводитися зарозуміло, бути розгнузданим». Для запобігання провисанню посторонків може використовуватися поперечний ремінь-наспинник, але краще для цієї мети застосовувати сіделко з черезсідельником.
Словом посторонок у розмовному мовленні також могли називати будь-яку мотузку, тасьму.